# Sabik
Sabik (eta Ophiuchi) is een heldere ster in het sterrenbeeld Slangendrager (Ophiuchus).
In 2006 stond de dwergplaneet Pluto in de buurt van Sabik, door de geringe helderheid van ongeveer magnitude 14 was deze echter alleen met de grotere amateurtelescopen te zien.